# Howard Bayles
Howard Alfred Bayles (ur. 6 kwietnia 1877 w Port Jefferson, zm. 20 maja 1940 w Port Chester) – amerykański strzelec, olimpijczyk.
Z zawodu był lekarzem praktykującym w Port Chester.
Bayles wystąpił na Letnich Igrzyskach Olimpijskich 1920 w przynajmniej dwóch konkurencjach – pistolecie dowolnym z 50 m i pistolecie wojskowym z 30 m. Miejsca przez niego zajęte są jednak nieznane. Wiadomo, iż w pistolecie dowolnym miał gorszy wynik od co najmniej 25 strzelców, zaś w pistolecie wojskowym od 11 zawodników.

## Wyniki

### Igrzyska olimpijskie
| Igrzyska | Konkurencja             | Wynik    | Miejsce | Źródło |
| -------- | ----------------------- | -------- | ------- | ------ |
| IO 1920  | Pistolet dowolny, 50 m  | 430 pkt. | ?       | [ 1 ]  |
| IO 1920  | Pistolet wojskowy, 30 m | 244 pkt. | ?       | [ 2 ]  |